# Грама Ніладхарі
Грама Ніладхарі («сільський командир», синг. ග්‍රාම නිලධාරී) — одиниця адміністративного поділу Шрі-Ланки, призначена центральним урядом для виконання адміністративних обов'язків у грама ніладхарському відділенні. Вони потрапляють під дію Міністерства внутрішніх справ відділення Грама Ніладхарі. Грама Ніладхарі формують підрозділи окружного секретаріату, які формують округи, які формують провінції. Усього налічується 14,021 Грама Ніладхарі.
Обов'язки Грама Ніладхарі включають звіт про видачу дозволів, збір статистики, ведення реєстру виборців та підтримання миру шляхом вирішення особистих суперечок. Вони несуть відповідальність за відстеження злочинної діяльності у своїй місцевості та видачі свідоцтв про особу від імені мешканців за запитом. Вони можуть заарештовувати осіб, якщо вони порушують мир.
Грама Ніладхарі були створені у 1970-х роках, замінивши посаду селянського загону (Відане), створеного англійцями під час колоніальної епохи.